# I quattro moschettieri (tennis)

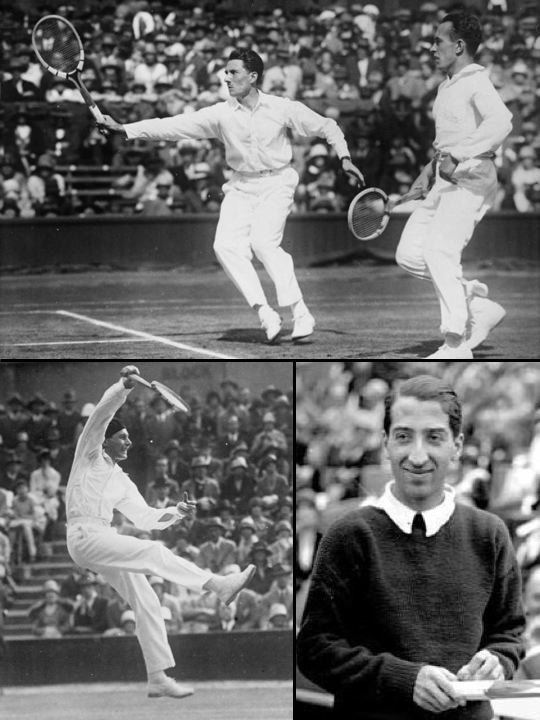
Jacques Brugnon e Henri Cochet in un incontro di doppio nel 1930 (sopra), Jean Borotra nel 1931 (in basso a sinistra) e René Lacoste nel 1929 (in basso a destra).

I Quattro moschettieri (in francese Les Quatre Mousquetaires) è il soprannome con il quale viene identificato il gruppo di tennisti francesi composto da Jean Borotra, Jacques Brugnon, Henri Cochet e René Lacoste.
Il nome, ispirato dal celebre romanzo di Alexandre Dumas, ha indicato quattro tra i principali protagonisti della scena tennistica nella seconda metà degli anni '20 e la prima metà degli anni '30: insieme hanno conquistato un totale di diciannove Slam in singolare e ventitré nel doppio oltre a portare la Francia alla vittoria di sei titoli consecutivi in Coppa Davis.

## Formazione
Jacques Brugnon era il più anziano del gruppo. Nato a Parigi, ha ottenuto i suoi migliori risultati principalmente nel doppio: in questa disciplina ha raggiunto diciassette finali Slam conquistando dieci vittorie, una medaglia d'argento alle Olimpiadi 1924 e altri due titoli Slam nel doppio misto in coppia con Suzanne Lenglen.
Jean Borotra, nato nella Guascogna, ha ottenuto importanti risultati sia dentro che fuori dal campo da tennis. In carriera ha conquistato quattro Slam in singolare, nove nel doppio maschile e cinque nel doppio misto a cui si aggiunge una medaglia di bronzo alle Olimpiadi di Parigi 1924. In suo onore viene assegnato annualmente il Jean Borotra Sportsmanship Award durante il torneo di Wimbledon ed è stato uno dei pochissimi assegnatari del diploma di merito olimpico.
Henri Cochet ha vinto un totale di sette Slam in singolare, cinque nel doppio maschile e tre nel doppio misto. Ha conquistato due medaglie d'argento alle Olimpiadi di Parigi 1924, una in singolare e l'altra nel doppio maschile. È passato tra i professionisti nel 1933 precludendosi così la possibilità di vincere altri Major.
René Lacoste, il più giovane nonché il più famoso dei quattro anche grazie al successo della sua casa d'abbigliamento, ha vinto in carriera sette Slam in singolare e tre nel doppio maschile oltre a una medaglia di bronzo sempre a Parigi 1924.
Tutti e quattro sono stati introdotti nell'International Tennis Hall of Fame nel 1976.

## Eredità

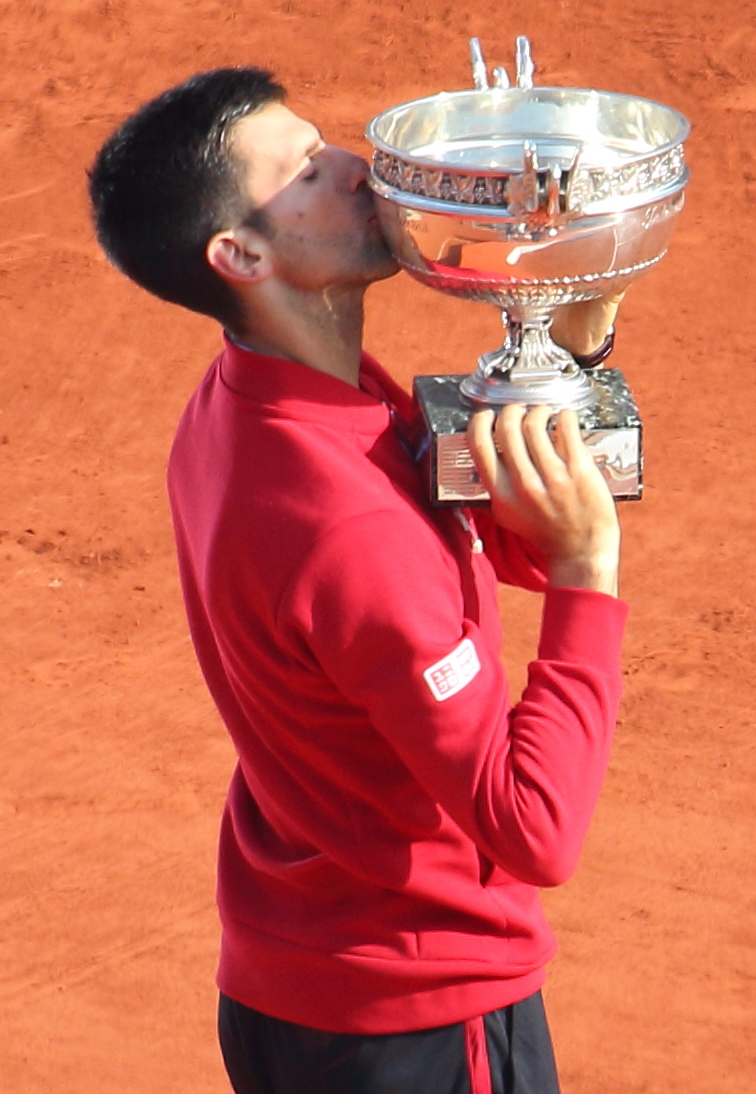
Novak Đoković nel 2016 con in mano la Coppa dei Moschettieri

In loro onore il trofeo consegnato al vincitore del Roland Garros è chiamato Coppa dei Moschettieri (fr Coupe des Mousquetaires).
Il loro contributo alla popolarità del tennis in Francia e i loro successi, culminati con la conquista della Coppa Davis 1927, ha indotto la federazione francese a investire nella costruzione dello Stade Roland Garros.
Il termine è stato riutilizzato dalla stampa francese (nella forma néo-Mousquetaires) nel 2008 per indicare l'ascesa di quattro nuovi talenti: Richard Gasquet, Gilles Simon, Gaël Monfils e Jo-Wilfried Tsonga.
Nonostante la presenza in contemporanea di questo nuovo gruppo nella top-20 mondiale non sono mai riusciti a raggiungere i successi auspicati.

## Statistiche

### Cronologia dei risultati negli Slam in singolare (miglior risultato)
La presente tabella ha inizio nel 1925, anno in cui il Roland Garros è stato aperto anche ai tennisti non affiliati a club francesi.
| Grand Slam                  | 1925 | 1926 | 1927 | 1928 | 1929 | 1930 | 1931 | 1932 | 1933 | V-P   |
| --------------------------- | ---- | ---- | ---- | ---- | ---- | ---- | ---- | ---- | ---- | ----- |
| Australian Championships    | A    | A    | A    | VBO  | A    | A    | A    | A    | A    | 1 / 1 |
| Internazionali di Francia   | VL   | VC   | VL   | VC   | VL   | VC   | VBO  | VC   | FC   | 8 / 9 |
| Torneo di Wimbledon         | VL   | VBO  | VC   | VL   | VC   | SFBO | SFBO | 4TBO | SFC  | 5 / 9 |
| U.S. National Championships | QFL  | VL   | VL   | VC   | A    | A    | 2TBR | FC   | A    | 3 / 6 |

- Sigle: BO = Borotra, BR = Brugnon, C = Cochet, L = Lacoste

### Cronologia dei risultati negli Slam in doppio (miglior risultato)
La presente tabella ha inizio nel 1925, anno in cui il Roland Garros è stato aperto anche ai tennisti non affiliati a club francesi.
| Grand Slam                  | 1925    | 1926    | 1927    | 1928     | 1929     | 1930     | 1931    | 1932     | 1933     | V-P   |
| --------------------------- | ------- | ------- | ------- | -------- | -------- | -------- | ------- | -------- | -------- | ----- |
| Australian Championships    | A       | A       | A       | VBO & BR | A        | A        | A       | A        | A        | 1 / 1 |
| Internazionali di Francia   | VBO & L | FBR & C | VBR & C | VBO & BR | VBO & L  | VBR & C  | A       | VBR & C  | A        | 6 / 7 |
| Torneo di Wimbledon         | VBO & L | VBR & C | FBR & C | VBR & C  | SFBR & C | SFBR & C | FBR & C | VBO & BR | VBO & BR | 5 / 9 |
| U.S. National Championships | A       | A       | A       | SFBR     | A        | A        | A       | A        | A        | 0 / 1 |

- Sigle: BO = Borotra, BR = Brugnon, C = Cochet, L = Lacoste